# Jan Heylen

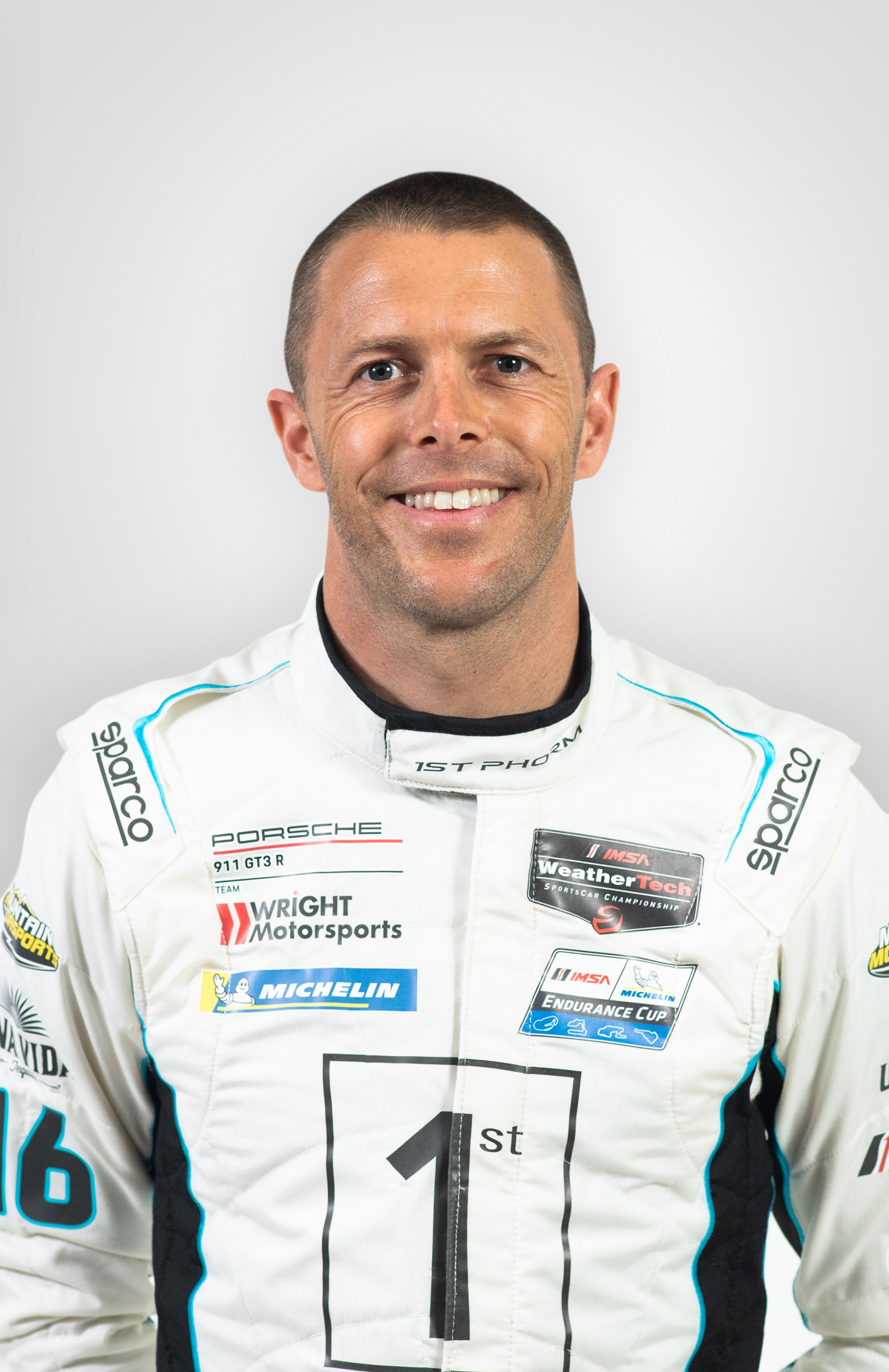
Jan Heylen

Jan Heylen (Geel, 1 mei 1980) is een Belgisch autocoureur. Hij racete in 2007 in de Champ Car. In 2008 racet hij in de Rolex Sports Car Series.

## Carrière
Heylen begon met karten toen hij 17 was en werd kampioen in de Monaco Kart Cup in 1999. Door dit succes ging hij in 2001 racen in het Britse Formule Ford kampioenschap. Hij won één race en eindigde als elfde in het kampioenschap. Ook in 2002 racete hij in deze klasse. Heylen won 3 races en haalde in totaal 15 podia. In het kampioenschap eindigde hij als derde. Ook deed hij mee aan het Formule Ford Festival en won deze prestigieuze race. Heylen stapte in 2003 over naar de Formule 3 Euroseries, en was hier teamgenoot van Charles Zwolsman. Heylen haalde geen punten in dit kampioenschap. Hij reed ook een gastrace in het Spaanse Formule 3 kampioenschap, en eindigde op het podium. Hierna racete hij in de Formule 3000, dat werd geen succes en Heylen werd na 4 races weg gestuurd bij zijn team. Daarnaast reed Heylen ook in de ATS Formule 3, met meer succes. Met het team van JB Motorsport wist hij 3 races te winnen. Hij eindigde als derde in het kampioenschap. Heylen stapte hierna korte tijd over naar het tourwagen racen. Hij ging in 2005 rijden in de Eurocup Mégane Trophy, en won dit kampioenschap.
Heylen stapte hierna weer over naar de formule-racerij. Dankzij sponsoren kon hij zich inkopen in de Champ Car, als vervanger van de Nederlander Nicky Pastorelli. Heylen eindigde in het kampioenschap als veertiende. Voor 2007 kon Heylen aanvankelijk geen stoeltje vinden. Maar na 4 races kon hij Matt Halliday vervangen als tweede coureur bij Conquest Racing. Zijn grootste succes (tweede plaats) haalde hij in Assen tijdens de Dutch Champ Car Grand Prix. In 2008 racet Heylen in de Rolex Sports Car Series. Ook is hij testcoureur voor Team Astromega in de Superleague Formula.